# 루크레티아

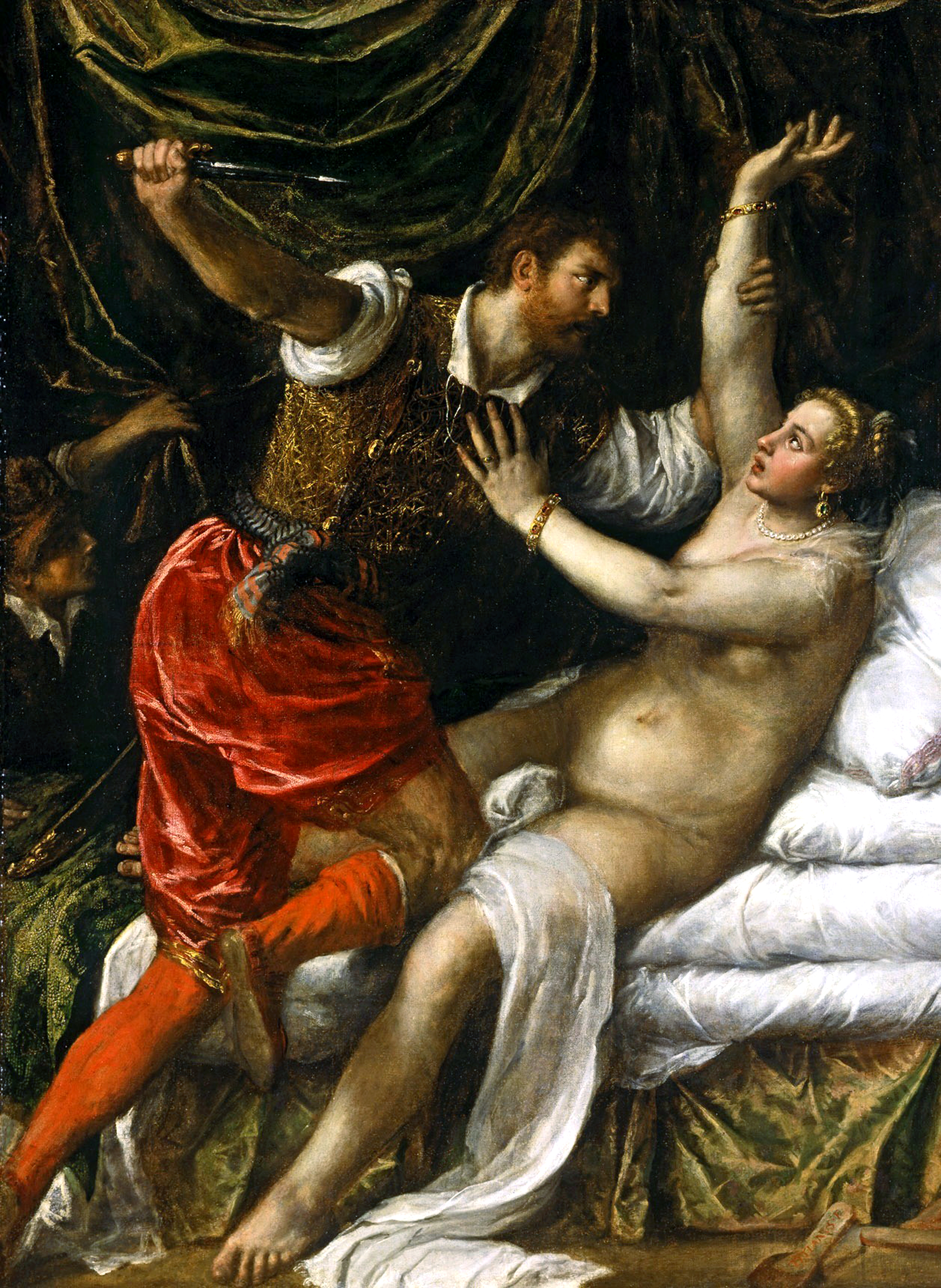

루크레티아(Lucretia, ? ~ 기원전 510년 경)는 고대 로마의 귀족이다. 타르쿠이니우스의 왕자 섹스투스 타르퀴니우스에 의해 능욕을 당해 자살했다.
루크레티아와 사건의 동시대적 출처는 존재하지 않는다.

## 같이 보기
- 사비니 여인들의 강간